# TED Ankara Kolejliler (piłka siatkowa mężczyzn)
TED Ankara Kolejliler – (tur. TED Ankara Kolejliler Spor Kulübü), turecki męski klub siatkarski. Klub powstał w 1954 roku w Ankarze.

## Sukcesy
Mistrzostwo Turcji:
- 1972, 1973

## Kadra

### Sezon 2012/2013
- Pierwszy trener:  Osman Çarkçı

| Nr | Imię i nazwisko    | Data ur. | Wzrost | Pozycja      |
| -- | ------------------ | -------- | ------ | ------------ |
| 1  | Niyazi Durmaz      | 1983     | 200    | środkowy     |
| 5  | Engin Yılmaz       | 1979     | 195    | środkowy     |
| 6  | Mark Dusharme      | 1981     | 203    | przyjmujący  |
| 8  | Alper Güllü        | 1982     | 196    | środkowy     |
| 9  | Süleyman Kolişler  | 1979     | 197    | środkowy     |
| 10 | Rıdvan Karataş     | 1983     | 190    | rozgrywający |
| 11 | Çağlar Aksoy       | 1984     | 193    | rozgrywający |
| 15 | Armin Mustedanović | 1986     | 195    | atakujący    |
| 16 | Caner Demirci      | 1982     | 192    | atakujący    |
| 17 | Mehmet Özbek       | 1981     | 185    | libero       |
| 18 | Ali Alp Çayır      | 1984     | 197    | przyjmujący  |